# Jean-Michel Lapin
Pour les articles homonymes, voir Lapin (homonymie).
Jean-Michel Lapin est un homme d'État haïtien. Il est Premier ministre par intérim du 21 mars 2019 au 4 mars 2020.

## Histoire
Il est né en 1966 ou en 1967. Il commence sa carrière de fonctionnaire au ministère de la Santé publique (MSPP) en 1988 et 1989, avant d'être administrateur à la bibliothèque nationale d’Haïti de 1989 à 2007. En février 2007, il intègre le ministère de la Culture et de la Communication, d'abord comme simple messager, il a gravi les échelons pour devenir directeur général du ministère. Le 18 septembre 2018, Jean-Michel Lapin est nommé ministre de la Culture et de la Communication.
Le 21 mars 2019, il est nommé Premier ministre d'Haïti par intérim, en remplacement de Jean-Henry Céant. Le 9 avril, il est chargé de former un gouvernement. Celui-ci est annoncé le 9 mai.
N'étant pas parvenu à faire approuver son équipe gouvernementale, il démissionne le 22 juillet suivant. Fritz-William Michel est nommé par le président Jovenel Moïse pour lui succéder. Lapin reste cependant en place. En effet, Michel, ayant obtenu la confiance de la Chambre des députés, n'est cependant pas ratifié par le Sénat. Celui-ci devient dysfonctionnel le 13 janvier 2020, après le départ des deux-tiers de ses membres qui sont arrivés en fin de mandat, en même temps que la fin de la législature de la Chambre des députés. Le 4 mars, Joseph Joute lui succède,.
Jean Michel Lapin a débuté son implication politique comme membre du Parti unifié des communistes haïtiens alors qu'il était étudiant. Après son intégration dans la fonction publique haïtienne, il s'est abstenu de toute activité de politique partisane. Après son passage à la primature sous l'administration de Jovenel Moïse, il revient dans la vie politique en Octobre 2024 et lance son mouvement politique, la Nouvelle Orientation. Son mouvement politique vise à instaurer un cadre politique et économique prônant le capitalisme social et la démocratie indirecte. Le 29 janvier 2025, il signe une alliance politique avec le parti politique Alliance pour une Société sans exclusion - ASE dirigé par l'homme politique et ancien député Cholzer Chancy. La Nouvelle Orientation et ASE proposent l’Alliance pour une Gouvernance Inclusive et Redéfinie (AGIR) afin d'offrir une voie permettant à Haïti de sortir de la crise politique. Cette alliance propose notamment un Conseil présidentiel composé de trois membres, présidé par un juge de la Cour de cassation. Les deux autres membres, jouant le rôle de conseillers, seront issus de la classe politique et de la société civile.